# QJS-161
A metralhadora paraquedista QJS-161 (chinês simplificado: 161式伞兵机枪, pinyin: Yāo liù yāo shì Sǎnbīng Jīqiāng) ou metralhadora de esquadrão QJB-201 (chinês simplificado: 201式班用机枪, pinyin: Èr líng yāo shì Bānyòng Jīqiāng) é uma metralhadora leve chinesa projetada e fabricada pela Norinco para as Forças Terrestres e o Corpo Aerotransportado do Exército de Libertação Popular.

## Desenvolvimento
A QJB-201 e a QJS-161 foram projetadas para substituir as metralhadoras leves QBB-95 e QJY-88.

## Projeto
A QJS-161 apresenta dois tipos de cano, com comprimentos variados, presumivelmente para atender às diferentes necessidades das Forças Terrestres e do Corpo Aerotransportado. Sendo uma metralhadora de ferrolho aberto, a QJS-161 utiliza munição 5,8×42mm, que pode ser alimentada por uma fita desintegrante em um recipiente de tecido, carregada na janela de alimentação no lado esquerdo da arma, ou por um carregador padrão chinês 5,8×42mm, inserido verticalmente no alojamento do carregador na parte inferior da arma, e a alavanca de manejo não recíproca está localizada à direita. Um trilho Picatinny está localizado atrás da tampa da bandeja de alimentação curta, acima da janela de alimentação.
A metralhadora leve apresenta um projeto de redução de peso, com material leve para o corpo da arma e a caixa de munição em tecido, reduzindo o peso vazio para 4,4 kg. A coronha dobrável lateralmente possui uma soleira e apoio para a bochecha totalmente ajustáveis. A troca do cano requer a abertura da tampa da bandeja de alimentação, um recurso de segurança que garante a remoção da munição antes do processo de substituição do cano.

## Operadores
- China: Exército de Libertação Popular